# نومانس‌دورپ
نومانس‌دورپ (به هلندی: Numansdorp) یک منطقهٔ مسکونی در هلند است که در کرومسترین واقع شده‌است. نومانس‌دورپ ۸٬۷۱۶ نفر جمعیت دارد.